# ددیدو
ددیدو (به انگلیسی: Dededo) یک روستا در  گوآم است که بزرگترین منطقه مسکونی در این کشور محسوب میشود.

## خصوصیات
ددیدو ۷۷٫۷ کیلومترمربع مساحت و ۴۴٬۹۴۳ نفر جمعیت دارد.

## نگارخانه

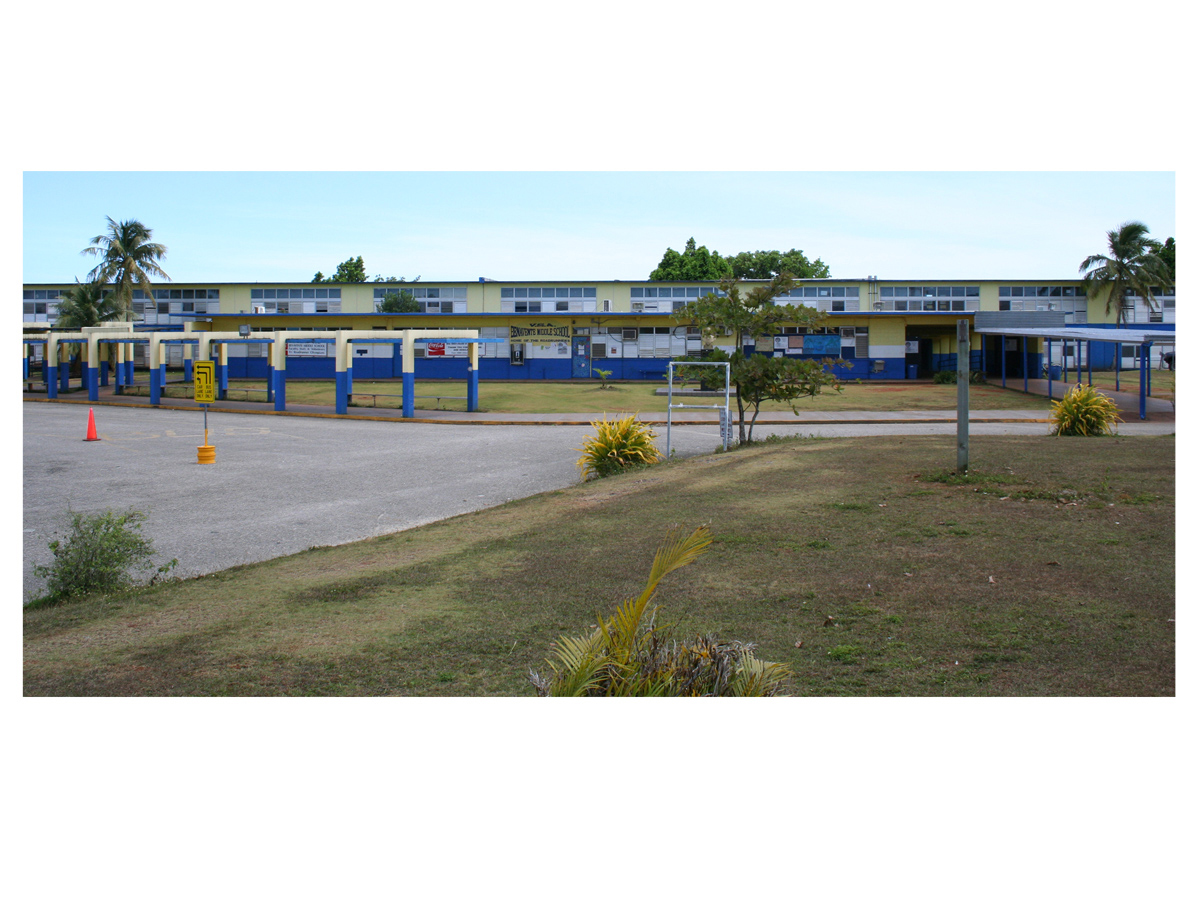
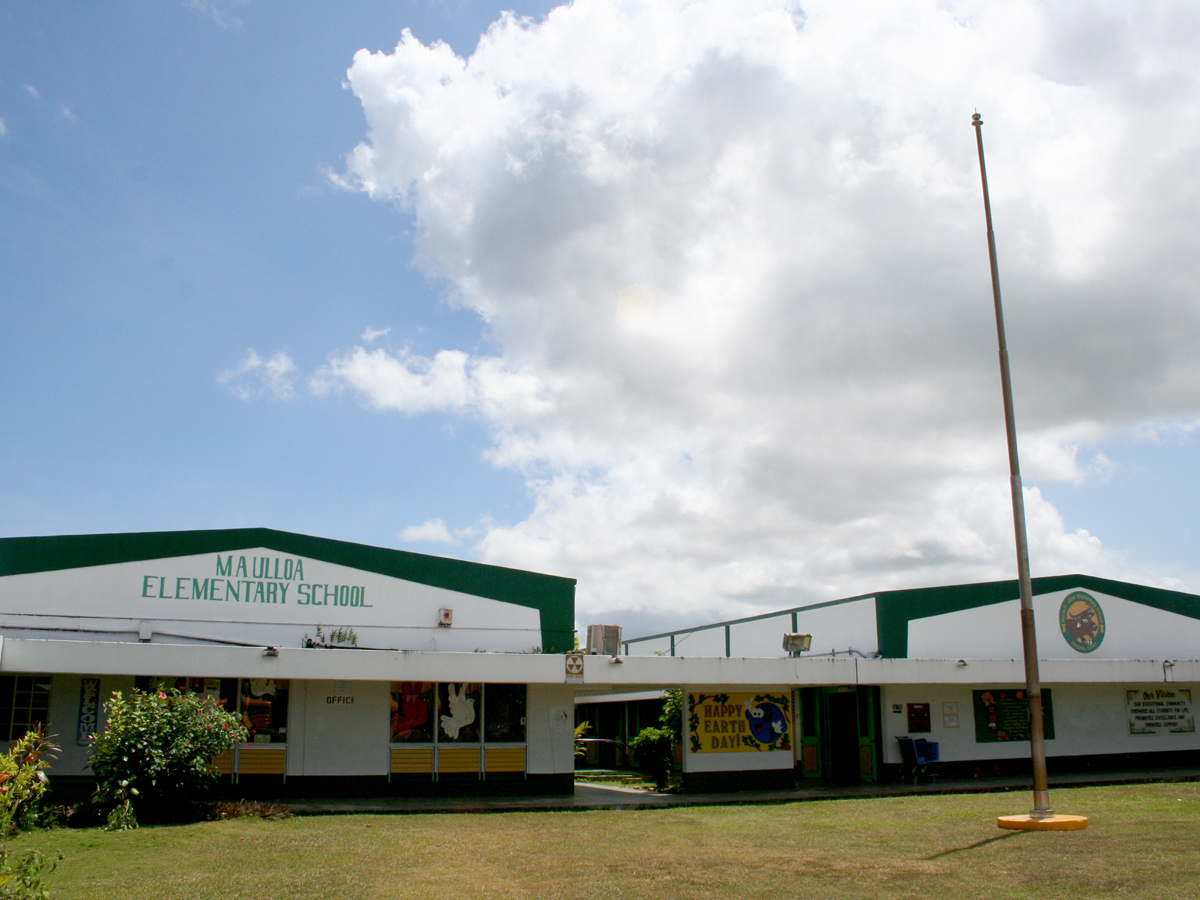
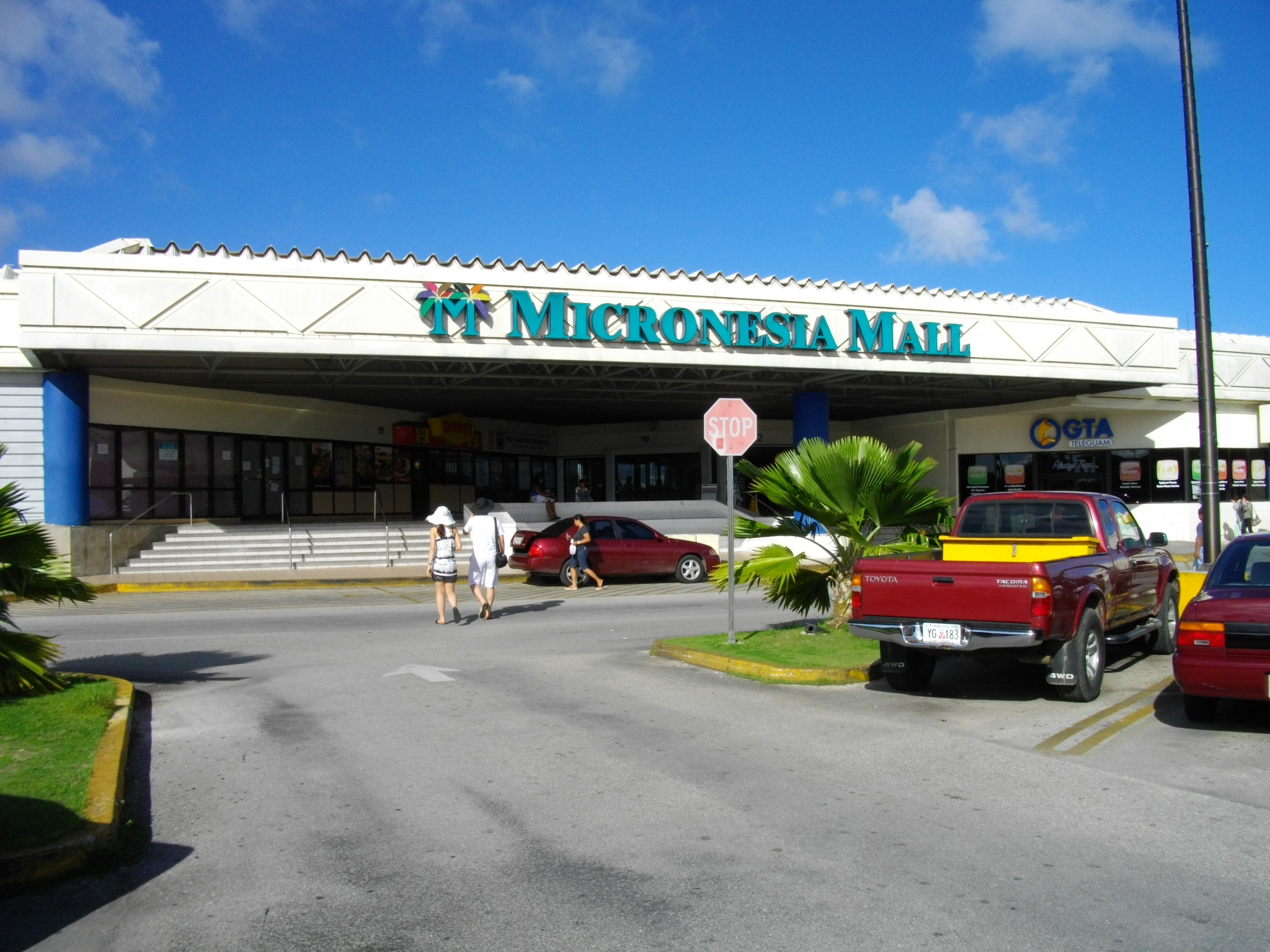
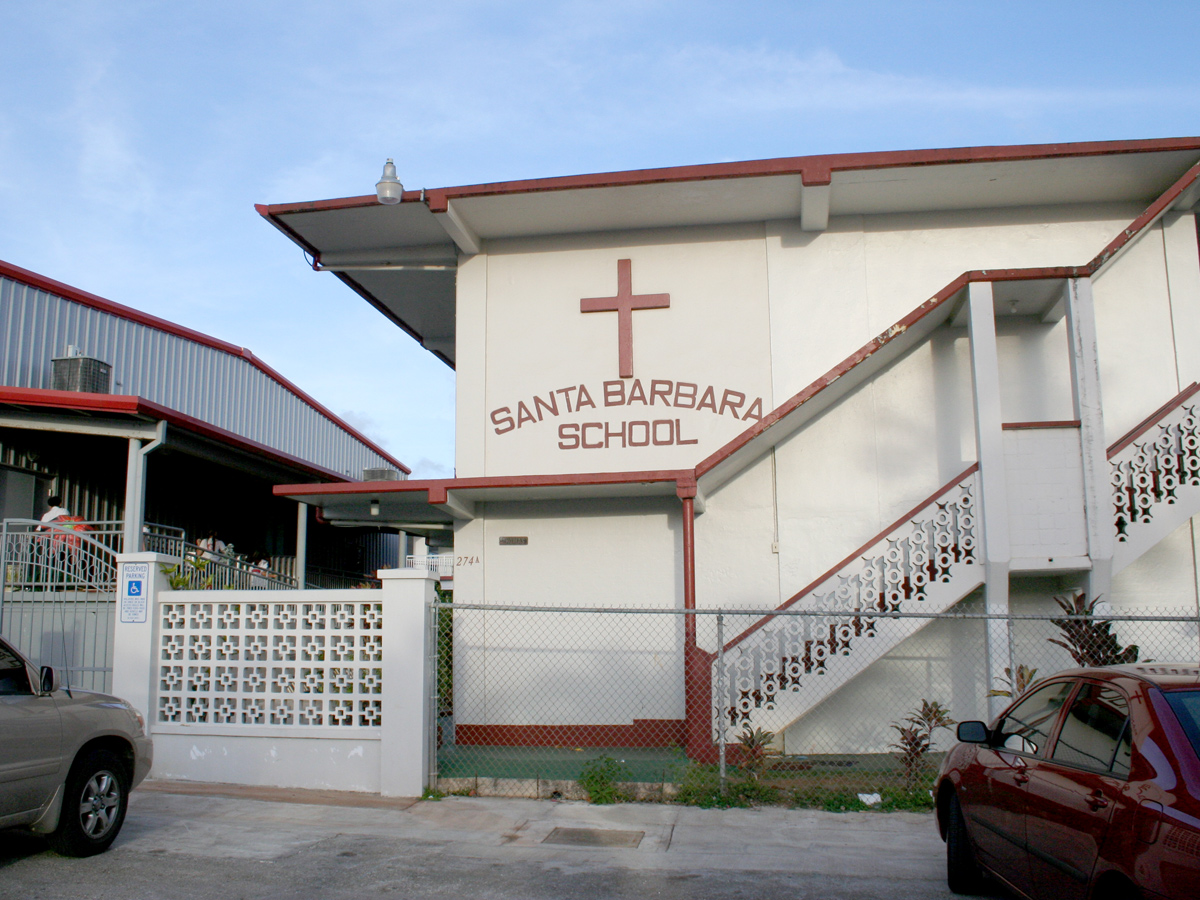